# Мліївська вулиця
Млі́ївська ву́лиця — вулиця в Подільському районі міста Києва, місцевість Селище Шевченка. Пролягає від вулиці Красицького до Лисянської вулиці.
Прилучається вулиця Лесі Українки.

## Історія
Вулиця виникла у першій половині XX століття під назвою 51-а Нова́. Сучасна назва — з 1944 року, на честь с. Мліїв Городищенського району Черкаської області.